# Межгорная впадина
Межго́рная впа́дина — обширная тектоническая впадина между поднимающимися хребтами. Межгорные впадины могут достигать сотен километров в длину и десятков километров в ширину. Речные потоки и мелкообломочный материал разрушающихся гор формируют плодородную почву на днище впадины, что издавна способствовало густому заселению и развитию земледелия на этих территориях.

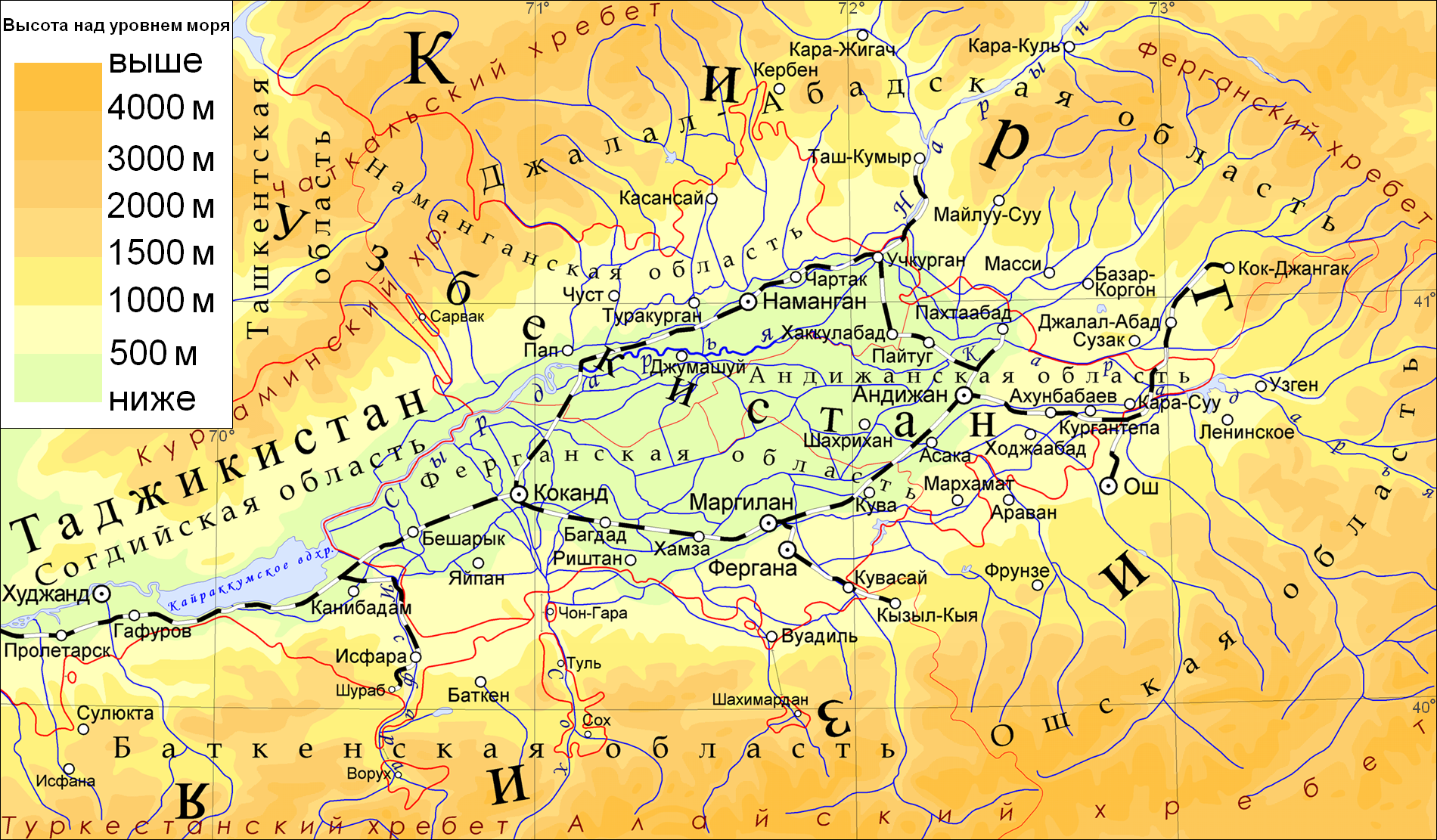
Ферганская долина

Межгорные впадины:
- Алазанская долина
- Гиссарская долина
- Ферганская долина
- Иссык-Куль
- Маракайбо
- Сычуаньская впадина